# MSTRKRFT
I MSTRKRFT (nome da pronunciare come Master-craft) sono un duo musicale di musica elettronica canadese attivo dal 2005.

## Storia del gruppo
Il gruppo si è formato a Toronto nel 2005 per iniziativa di Jesse F. Keeler (bassista del gruppo Death from Above 1979) e Al-P (ex membro dei Girlsareshort).
Il primo singolo Easy Love è uscito nel 2006 per la Last Gang Records.
Il duo ha prodotto remix per Kylie Minogue, Katy Perry, Bloc Party, Ayumi Hamasaki, Metric, Wolfmother, Annie e The Kills.

## Formazione
- Jesse F. Keeler
- Al-P (vero nome Alex Puodziukas)

## Discografia
Album studio
- 2006 - The Looks
- 2009 - Fist of God

Singoli
- 2006 - Easy Love
- 2006 - Work on You
- 2007 - Street Justice
- 2008 - Bounce
- 2009 - Heartbreaker (con John Legend)
- 2011 - Beards Again
- 2011 - Back in the USA